# Lista pozostałości po supernowych
Lista jasnych pozostałości po supernowych
| Nazwa              | Zdjęcie | Data obserwacji na Ziemi     | Magnitudo | Odległość [l.ś.] | Typ  | Pozostałość                       |
| ------------------ | ------- | ---------------------------- | --------- | ---------------- | ---- | --------------------------------- |
| Sagittarius A East |         | ?                            | ?         | 26 000           | ?    | Sagittarius A East                |
| Simeis 147         |         | ~38 000 p.n.e.               | ?         | 3000             | ?    | Simeis 147 lub Sharpless 240      |
| W49B               |         | ?                            | ?         | 35 000           | ?    | rozbłysk gamma?                   |
| W50                |         | ?                            | ?         | 16 000           | ?    | SS 433                            |
| IC 443             |         | XXVIII-VI tysiąclecie p.n.e. |           | 5000             |      | Mgławica Meduza                   |
| Kesteven 79        |         | ~13 000 – 1000 p.n.e.        | ?         | 23 150           | ?    | SNR G033.6+00.1                   |
| Supernowa Żagla    |         | XI-IX tysiąclecie p.n.e.     | ?         | 800              | ?    | pozostałość po supernowej Żagla   |
| Pętla Łabędzia     |         | VIII-III tysiąclecie p.n.e.  | ?         | 1440             | ?    | Pętla Łabędzia                    |
| SN 185             |         | 7 grudnia 185                | -8?       | 3000             | Ia?  | prawdopodobnie RCW 86             |
| SNR G292.0+1.8     |         | ok. 400 r. n.e.              |           | 20 000           |      | SNR G292.0+1.8                    |
| G350.1-0.3         |         | 800-1400 r. n.e.             |           | 14 700           |      | SNR G350.1-0.3                    |
| SN 1006            |         | 1 maja 1006                  | -7,5      | 7200             | Ia   | SNR 1006                          |
| SN 1054            |         | 1054                         | -6        | 6300             | II   | Mgławica Kraba                    |
| SN 1181            |         | 1181                         | -1        | ?                | ?    | prawdopodobnie 3C 58              |
| SN 1572            |         | 11 listopada 1572            | -4        | 7500             | Ia   | pozostałość po supernowej Tycho   |
| SN 1604            |         | 8 października 1604          | -2,5      | 20 000           | Ia   | pozostałość po supernowej Keplera |
| Cassiopeia A       |         | XVII wiek                    | +6        | 10 000           | IIb  | pozostałość po Cassiopeia A       |
| SNR G1.9+0.3       |         | ok. 1868                     | ?         | około 25 000     | ?    | pozostałość SNR G1.9+0.3          |
| SN 1885A           |         | 20 sierpnia 1885             | +6        | 2 500 000        | ?    | SNR 1885A (S Andromedae)          |
| Puppis A           |         | 1971                         |           | 7000             |      | Puppis A                          |
| SN 1987A           |         | 24 lutego 1987               | +3        | 168 000          | II-P | SNR 1987A                         |
| E0102-72.3         |         | 1999                         |           | 190 000          |      | SNR B0102-72.3                    |